# Alejandro Zarzuela
Alejandro Zarzuela Beltrán (nascido em 2 de abril de 1987) é um atleta paralímpico espanhol que compete na modalidade de basquetebol em cadeira de rodas. Participou dos Jogos Paralímpicos de Verão de 2012 em Londres e Rio 2016.